# Bethe Correia
Bethe Correia (sinh ngày 22 tháng 6 năm 1983), biệt danh Pitbull, là một đấu sĩ của Mixed Martial Arts (MMA) đang thi đấu tại Ultimate Fighting Championship hạng siêu gà dành cho phụ nữ . Khi còn làm việc như một kế toán viên, cô đã quan tâm đến MMA sau khi luyện tập tán thủ, một môn võ thuật của Trung Quốc có mang tính chất tự vệ. Cô đã rời khỏi công việc của mình và đã tham gia vào thi đấu MMA chuyên nghiệp sau dịp gặp nhà vô địch hạng lông Bellator tên Patricio Freire, người đã khuyến khích cô tham gia thi đấu trong MMA. Cô đã lấy biệt danh Pitbull để thể hiện sự liên hệ với những người anh em Pitbull của cô. Bắt đầu sự nghiệp thi đấu chuyên nghiệp vào năm 2012 tại Brazil, cô đã giành 6 chiến thắng liên tiếp chỉ trong vòng hơn 1 năm, và đã ký hợp đồng với Ultimate Fighting Championship (UFC), nhờ đó cô trở thành vận động viên nữ Brazil thứ ba tham gia giải đấu này. Cô là một vận động viên được biết đến bởi các kỹ thuật quyền anh và vật lộn. Kỹ thuật tấn công ưa thích nhất của cô là kickboxing, trong khi kỹ thuật vật lộn ưa thích nhất lại là đấu vật. Cô cũng được biết đến bởi việc chế nhạo các đối thủ của cô bằng lời nói trước khi thi đấu. Khi năng lực thi đấu của cô giúp cô có một lượng người hâm mộ, cô thỉnh thoảng dành thời gian để tránh những người theo dõi cô với những điểm nhấn tấn công các đối thủ của cô. Cựu kế toán viên muốn dành một lượng tiền tốt bằng việc chiến thắng nhiều trận đấu để có thể thực hiện các cuộc đầu tư tốt trong sự nghiệp chuyên nghiệp của cô.

## Thời thơ ấu và cuộc sống đầu đời[1]
Bathe Correia sinh ngày 22 tháng 6 năm 1983 tại thị trấn đông bắc ở Campina Grande, Paraíba, Brazil. Là đứa con út trong 4 đứa con của một nhân viên ngân hàng ở Campina Grande, khi còn là một đứa bé, cô là một người bảo thủ và nóng tính. Cô dự định đi theo người cha của mình để trở thành một kế toán viên và dành được bằng tốt nghiệp về ngành kế toán viên của Trường Kế toán. Sau đó, cô làm việc với vai trò một kế toán viên, nhưng đã nhận ra "cô đã quá hiếu động đối với một công việc văn phòng". Cô đã kết hôn khi còn đi học và bắt đầu tăng cân. Điều đó đã thúc đẩy cô ra ngoài để quên đi nỗi buồn chán và giảm cân. Trong khoảng thời gian đó, Patricio Freire đã chứng kiến cô đấm vào một các bao đấm tại một phòng gym tại Natal, Brazil, và ngay lập tức đề nghị cô được giúp cô luyện tập trong phòng tập gym của anh. Cô bắt đầu học jiu-jitsu, tán thủ, và các kỹ thuật đấu vật sơ đẳng với những người anh em Pitbull với Patricio và Patricky Freire, và đã dành được đai xanh trong môn jiu-jitsu Brazil và đai tím trong môn kung fu. Khi cô ban đầu không có ý định tham gia thi đấu chuyên nghiệp, cô bắt đầu trở nên yêu thích việc đánh đấm, dành mối quan tâm đầy đủ cho nó, và cuối cùng quyết định tham gia MMA.

## Sự nghiệp MMA[1]
Bethe Correia bắt đầu thi đấu chuyên nghiệp vào tháng 5 năm 2012, đấu với Daniela Maria da Silva tại chương trình First Fight: Revelations tại Brazil. Bethe đã dành chiến thắng bằng quyết định nhất trí, và đã giành 5 chiến thắng tiếp theo trong 13 tháng sau đó. Luôn luôn tập trung vào cơ hội để thi đấu với các đấu sĩ thế giới, Bethe đã thi đấu trong Ultimate Fighting Championship vào tháng 10 năm 2013. Trận đấu đầu tiên của cô trong giải đấu là vào ngày 7 tháng 12 năm 2013 tại UFC Fight Night: Hunt vs. Bigfoot, đấu lại vận động viên kỳ cựu của MMA Julie Kedzie, người đã thi đấu trong 28 trận chuyên nghiệp với 6 người. Bethe đã giành chiến thắng với quyết định chia cắt.
Sau đó, Bethe di chuyển đến Hoa Kỳ để thi đấu 2 trận tiếp theo tại giải và đối mặt với một thành viên "4 người nữ kỵ sĩ" mang tên Jessamyn "The Gun" Duke vào ngày 26 tháng 4 năm 2014 tại 172, Baltimore, Maryland. Bethe có thể hạ xuống mặt đất liên tục, gần với đỉnh của chiều cao lớn hơn của Duke và giành chiến thắng bằng quyết định nhất trí. Trận đấu tiếp theo của Bethe tại Hoa Kỳ là một thành viên khác của "4 người nữ kỵ sĩ" tên Shayna Baszler vào ngày 30 tháng 8 năm 2014 tại 177, Sacramento, California. Bethe đã tránh thành công một nỗ lực biện hộ trong vòng đầu tiên và với cú đấm tấn công, cô đã thắng vào thời điểm 1 phút 56 giây của vòng 2.
Với việc giành chiến thắng với tỷ số 9-0 và 3 chiến thắng tại UFC liên tiếp, Bethe đã được thách đấu và Sarah Kaufman và Miesha Tate, những nhà cuựu vô địch hạng siêu gà tại giải Strikeforce. Tuy nhiên, sau khi dành chiến thắng chống lại 2 "nữ kỵ sĩ", Bethe lại giành sự chú ý vào một "nữ ky sĩ" khác tên Ronda Rousey, người sau đó trở thành nhà vô địch hạng siêu gà của UFC. Sau lời thách thức Bethe dành cho Rousey, một trong những đấu sĩ đáng sợ nhất của thế giới, UFC đã sắp xếp trận đấu vào ngày 1 tháng 8 năm 2015 tại Brazil. Rousey bước vào trận đấu với việc giành chiến thắng với tổng tỷ số 11-0, và đã gây khó khăn cho Correia, người có tổng tỷ số trước đó là 15-1. Cuối cùng, Rousey giành chiến thắng chỉ trong vòng 34 giây tại vòng đấu đầu tiên chỉ bằng một cú knockout.
Bethe đã tuyên bố rằng khi cô quan tâm đến việc đấu với Miesha Tate và Jessica Eye, cả hai đã từ chối. Tuy nhiên, Eye đã phủ nhận và đưa ra lời thách đấu vào mùa xuân vào năm 2016. Trận đấu tiếp theo của Bethe là với Raquel Pennington vào ngày 16 tháng 4 năm 2016 trong giải UFC được trình chiếu trên Fox: Teixeira vs. Evans tại Tampa, Florida. Cả hai đã chảy máu trong một cuộc chiến kịch liệt trong cả ba vòng thi đấu, nhưng Correia đã thất bại bởi một quyết định chia rẽ.
Tiếp tục sau hai thất bại nói trên, Bethe đã đối mặt với Jessica Eye vào ngày 10 tháng 9 năm 2016 tại Cleveland, Ohio. Phải thi đấu tại thị trấn quê nhà của Eye, Correia đã dành chiến thắng bằng quyết định chia rẽ.
Vào ngày 11 tháng 3 năm 2017, Bethe chiến đấu chống lại Marion Reneau tại UFC Fight Night: Belfort vs. Gastelum tại Fortaleza, Brazil. Trận đấu kết thúc trong tỷ số hòa, kể cả mặc dù Reneau phản đối kết quả khi cho rằng cô rõ ràng là người chiến thắng ở hai vòng cuối.
Bethe đã đấu với Holly Holm trong UFC Fight Night: Holm vs. Correia vào ngày 17 tháng 6 năm 2017 tại Singapore. Correia đã thất bại bởi một cú knockout thẳng mặt trong vòng 1 phút của vòng đấu thứ ba. Quét não của cô không cho thấy chấn thương nghiêm trọng, nhưng cô đã phải nhận sự đình chỉ về y tế trong 6 tháng của UFC.

## Giải thưởng và thành tựu[1]
- Bethe đã tạo nên dấu ấn đáng kể khi cô duy trì 9 chiến thắng đầu tiên trong sự nghiệp thi đấu của mình. Chúng bao gồm 3 chiến thắng đầu tiên tại giải UFC. Cô là vận động viên thứ ba ký hợp đồng với UFC.
- Thi đấu tại MMA từ năm 2012, cô đã giành 2 chiến thắng bằng việc knockout trong 10 chiến thắng trong 14 trận. Cô cũng giành một trận hòa lớn với Reneau vào năm 2017.

## Thông tin khác[1]
- Bethe đã giành được danh hiệu "một trong những người thách đấu khó ưa nhất của UFC từ trước đến nay" và cô không có kế hoạch để thi đấu chuyên nghiệp nào khi cô bắt đầu luyện tập. Là một người phụ nữ mới cưới, cô bắt đầu tăng cân từ năm 2011 và bắt đầu luyện tập MMA để có thể giảm cân.
- Vào tháng 3 năm 2015, cô tham gia vào một cuộc đấu trên phố với một tài xế taxi tại Rio de Janeiro khi đi cùng với bạn trai Edelson Silva và chị em gái Suzana Correia. Trận chiến kết thúc với sự tuân thủ cảnh sát, nhưng Bethe vẫn tiếp tục nhận lời đe dọa chết chóc ở trên mạng xã hội với các hình ảnh về súng.